# Northern Lights (film 1978)
Northern Lights è un film del 1978 diretto da John Hanson e Rob Nilsson, vincitore della Caméra d'or per la miglior opera prima al Festival di Cannes 1979.

## Riconoscimenti
- Festival di Cannes 1979
  - Caméra d'or